# Trona (Mineral)
Trona ist ein selten vorkommendes Mineral aus der Mineralklasse „Carbonate und Nitrate“ (ehemals Carbonate, Nitrate und Borate; siehe und Verwandte) mit der Zusammensetzung Na3(HCO3)(CO3)·2H2O und damit chemisch ein wasserhaltiges Natriumhydrogencarbonat.
Trona kristallisiert im monoklinen Kristallsystem und entwickelt meist durchscheinende Kristalle mit säulenförmigem oder faserigem Habitus, aber auch massige Aggregate von weißer, grauer, gelber und gelegentlich auch rosa Farbe inklusive aller Zwischentöne. Auch farblose Kristalle sind bekannt.

## Etymologie und Geschichte
Der Name Trona ist aus dem arabischen Wort „trōn“ abgeleitet, was die verkürzte Form von natrūn und eine Kurzbezeichnung für Natron (Natriumhydrogencarbonat) ist. Dessen Wortstamm ist allerdings noch älter. Er findet sich auch im hebräischen נטרן (natruna) und im älteren griechischen Wort νιτρον (nitron, Aristoteles) bzw. römischen nitron (Plinius) wieder.
Erstmals beschrieben und benannt wurde Trona 1773 von dem schwedischen Konsul Bagge in Tripolis, der das Mineral in Fessan (Fezzan, Libyen) fand.
Die von Johan Gottschalk Wallerius 1759 eingeführte Bezeichnung alkali orientale impurum terrestre für ein neues Mineral wird zwar von verschiedenen Quellen dem Trona zugeordnet, entspricht allerdings dem chemisch ähnlichen Thermonatrit.
Da Trona bereits lange vor der Gründung der International Mineralogical Association (IMA) bekannt und als eigenständige Mineralart anerkannt war, wurde dies von ihrer Commission on New Minerals, Nomenclature and Classification (CNMNC) übernommen. Sie bezeichnet den Trona als sogenanntes „grandfathered“ (G) Mineral. Die seit 2021 ebenfalls von der IMA/CNMNC anerkannte Kurzbezeichnung (auch Mineral-Symbol) von MineralName lautet „Tn“.

## Klassifikation
In der veralteten 8. Auflage der Mineralsystematik nach Strunz gehörte der Trona zur Mineralklasse der „Nitrate, Carbonate und Borate“, genauer zur Unterklasse der „Carbonate“, und dort zur Abteilung „Wasserhaltige Carbonate ohne fremde Anionen“, wo er gemeinsam mit Chalkonatronit, Gaylussit, Pirssonit, Soda und Thermonatrit in der „Thermonatrit-Soda-Gruppe“  mit der Systemnummer Vb/C.02 steht.
Im zuletzt 2018 überarbeiteten „Lapis-Mineralienverzeichnis“, das sich im Aufbau noch nach der alten Form der Systematik von Karl Hugo Strunz richtet, erhielt das Mineral die System- und Mineralnummer V/D.02-030. In der „Lapis-Systematik“ entspricht dies ebenfalls der Abteilung „Wasserhaltige Carbonate, ohne fremde Anionen“, wo Trona zusammen mit Baylissit, Chalkonatronit, Gaylussit, Pirssonit, Soda und Thermonatrit eine unbenannte Gruppe mit der Systemnummer V/D.02 bildet.
Auch die von der International Mineralogical Association (IMA) zuletzt 2009 aktualisierte 9. Auflage der Strunz’schen Mineralsystematik ordnet den Trona dagegen in die verkleinerte Klasse der „Carbonate und Nitrate“, dort allerdings ebenfalls in die Abteilung „Carbonate ohne zusätzliche Anionen; mit H2O“ ein. Diese ist weiter unterteilt nach der relativen Größe der beteiligten Kationen, so dass das Mineral entsprechend seiner Zusammensetzung in der Unterabteilung „Mit großen Kationen (Alkali- und Erdalkali-Carbonate)“ zu finden ist, wo es als einziges Mitglied eine unbenannte Gruppe mit der Systemnummer 5.CB.15 bildet.
In der vorwiegend im englischen Sprachraum gebräuchlichen Systematik der Minerale nach Dana hat Trona die System- und Mineralnummer 13.01.04.01. Dies entspricht ebenfalls der Klasse der „Carbonate, Nitrate und Borate“ und dort der Abteilung „Carbonate“. Hier findet er sich innerhalb der Unterabteilung „Saure Carbonate mit verschiedenen Formeln“ als einziges Mitglied in einer unbenannten Gruppe mit der Systemnummer 13.01.04.

## Kristallstruktur
Trona kristallisiert monoklin in der Raumgruppe C2/c (Raumgruppen-Nr. 15) mit den Gitterparametern a = 20,42 Å; b = 3,49 Å; c = 10,33 Å und β = 106,4° sowie 4 Formeleinheiten pro Elementarzelle.

## Eigenschaften
Unter UV-Licht kann Trona eine grünliche bis gelblichgrüne Fluoreszenz zeigen.
Trona ist wasserlöslich und hat einen alkalischen („seifigen“) Geschmack. Auch in schwachen Säuren ist er unter CO2-Abgabe löslich.

## Bildung und Fundorte

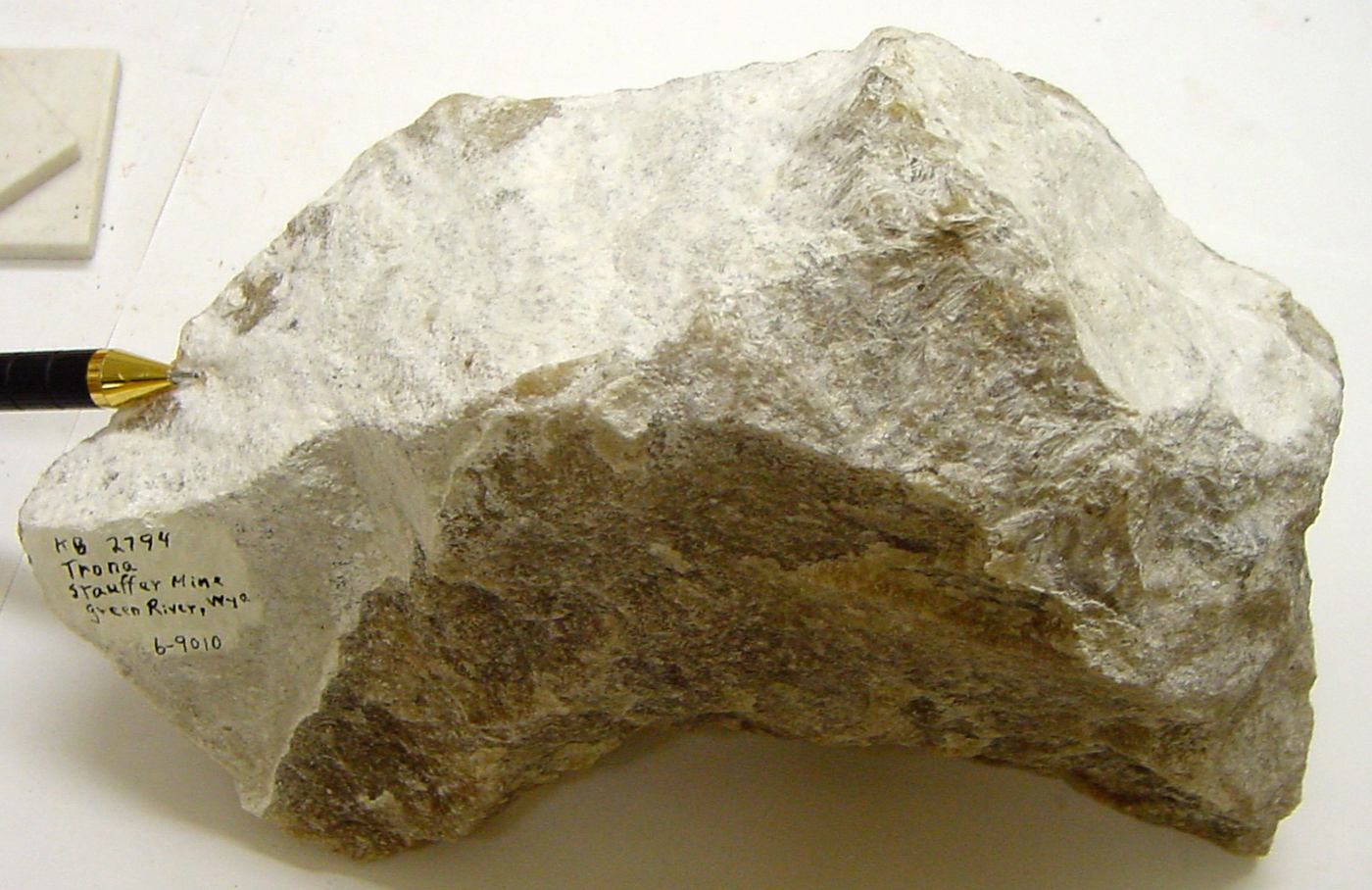
Fast weißer Trona vom Green River, Wyoming, USA

Trona bildet sich in nicht-ozeanischen Evaporiten und wird deshalb vor allem in Salzseen (Natronseen) vieler Wüstengebiete gefunden. Selten tritt er auch in Form von kristallinen Ausblühungen nahe austretender Gase von Fumarolen auf. Als Begleitminerale treten unter anderem Bradleyit, Glauberit, Halit, Mirabilit, Soda (Natron), Northupit, Pirssonit, Shortit, Thermonatrit, Thénardit sowie in alkalischen Seen Gips.
Als seltene Mineralbildung konnte Trona nur an wenigen Fundorten nachgewiesen werden, wobei weltweit bisher rund 140 Vorkommen dokumentiert sind (Stand: 2024).
Der einzige bisher bekannte Fundort in Deutschland sind die Schlackenhalden der Blei- und Silberhütte Braubach in Rheinland-Pfalz.
In Österreich fand sich Trona an mehreren Seen in der Umgebung der Gemeinde Illmitz wie beispielsweise am Oberen Stinkersee und Zicklacken, am Zicksee nahe Sankt Andrä im Burgenland sowie als Teil von Sauerwasser-Ausfällungen auf Eisenkappeler Granit zusammen mit Nesquehonit und Dawsonit bei Eisenkappel-Vellach in Kärnten.
In der Schweiz fand sich Trona bisher nur im Salzbergwerk Bex im Kanton Waadt und bei Bauarbeiten zum Tunnelbau für die Nationalstraße 9 nahe Martigny im Kanton Wallis.
Weitere Fundorte liegen unter anderem in Ägypten, der Antarktis, in Argentinien, Australien, Belgien, Bolivien, Botswana, Chile, China, Grönland, Italien, Kanada, Kenia, Libyen, Namibia, Russland, Südafrika, Sudan, Tansania, im Tschad, Tschechien, der Türkei, Uganda, Ukraine, Ungarn, Venezuela, im Vereinigten Königreich (Großbritannien) und den Vereinigten Staaten von Amerika (USA).

## Verwendung
Trona ist ein wichtiges Mineral zur Herstellung von Natriumcarbonat. Neben dem Ammoniak-Soda-Verfahren (Solvay-Verfahren) zur Herstellung von reiner Soda (Na2CO3) hat sich in den USA seit 1952 das Trona-Verfahren immer weiter durchgesetzt. Die letzte Ammoniak-Soda-Fabrik nach Solvay schloss 1985 ihre Pforten.